# Lazër Mjeda
Lazër Mjeda, né le 3 juin 1869 à Mjeda, près de Shkodër (Empire ottoman, aujourd'hui en Albanie) et mort le 7 août 1935, est un prélat catholique albanais.

## Biographie
Évêque de Sapë (it) (Vau i Dejës) en 1901, il est nommé archevêque coadjuteur de Shkodër en 1904. Le 10 janvier 1905, il est nommé évêque titulaire d'Areopolis (de). En 1909, il devient archevêque de Skopje (en) (Macédoine). Il est archevêque de Shkodër de 1921 jusqu'à sa mort.